# Dura-Coignet bouwsysteem

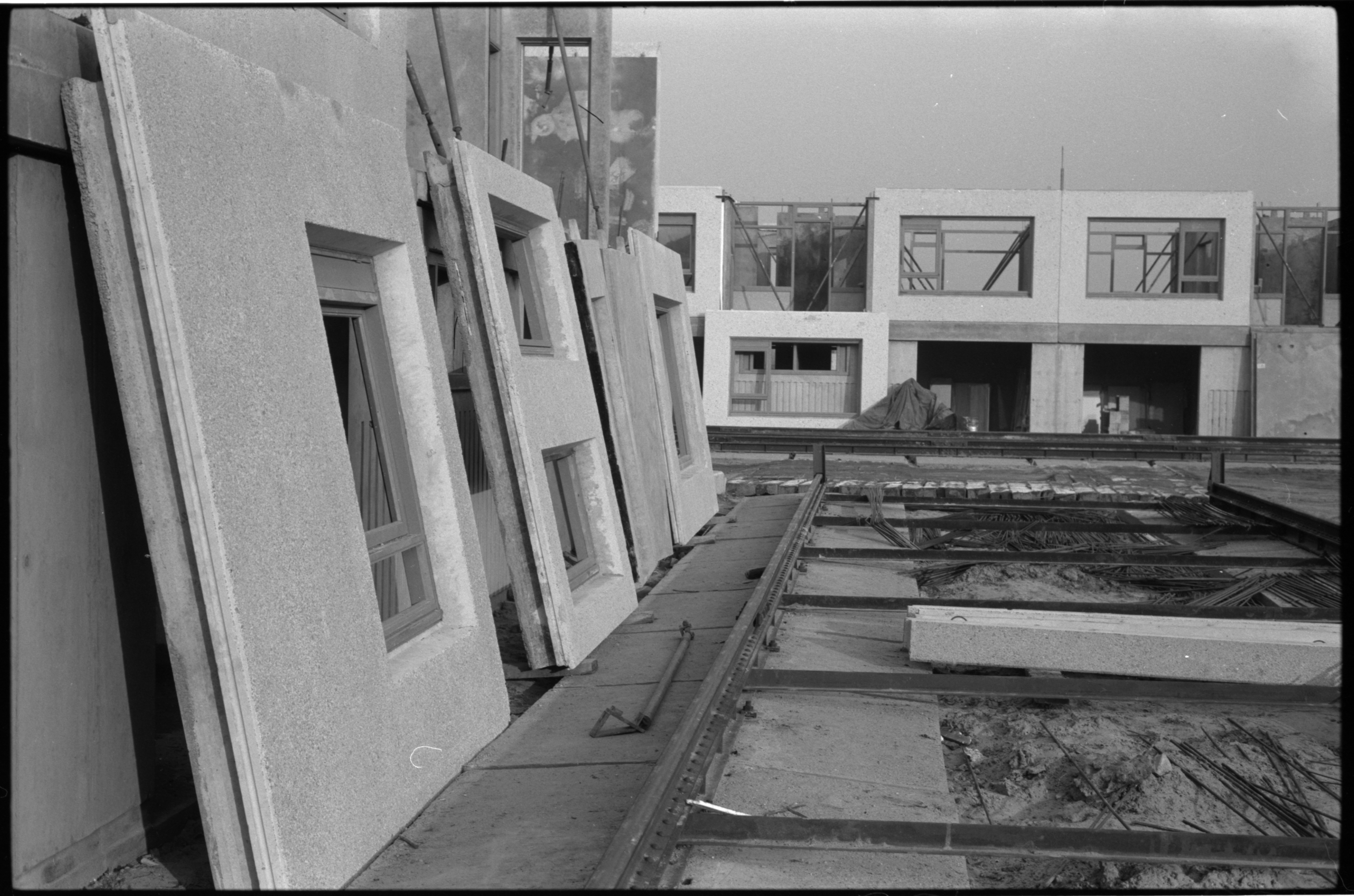
Voor montage klaarstaande wanden, 1961

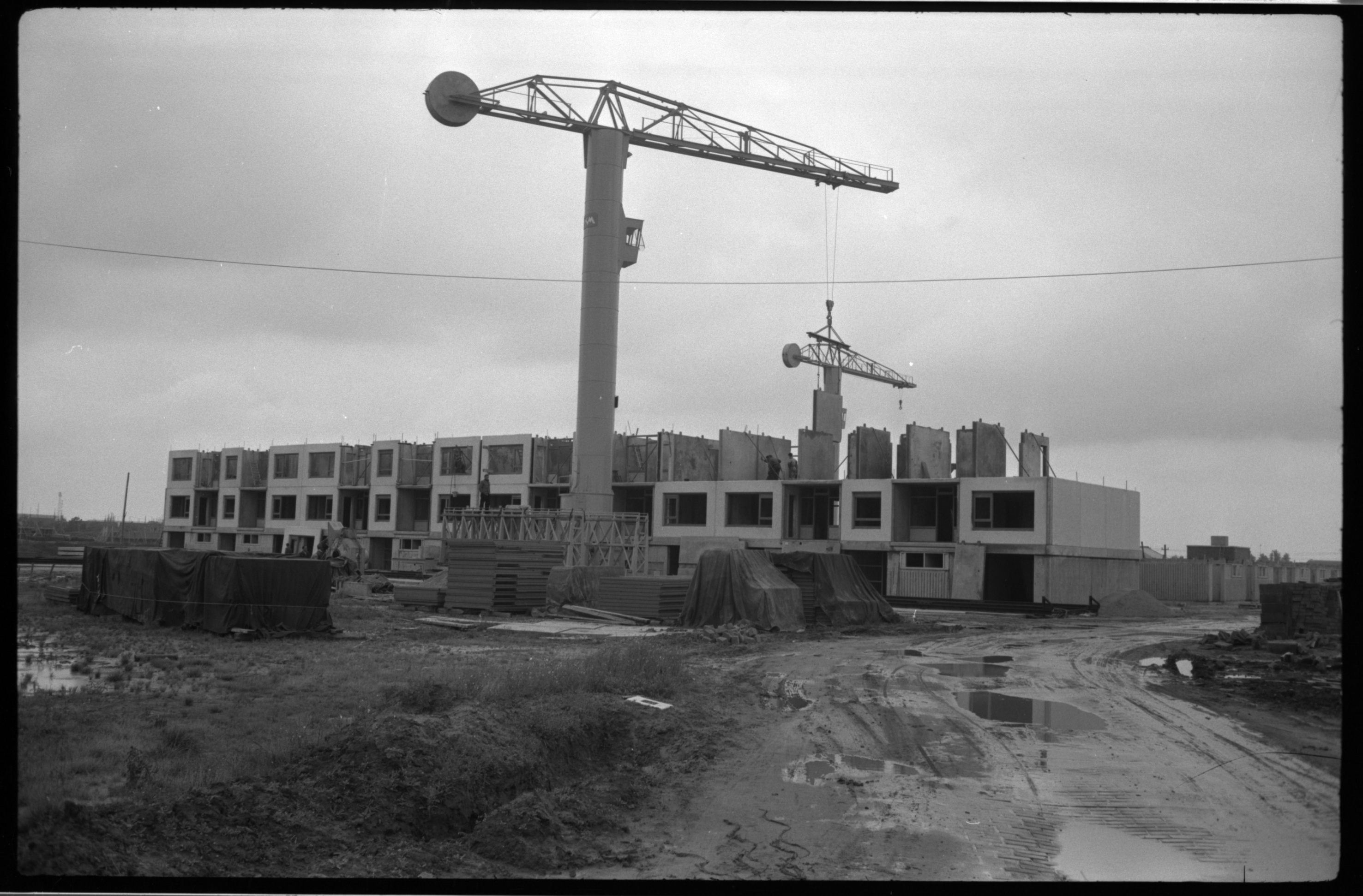
Dura-Coignet woningen in aanbouw Rotterdam, 1960

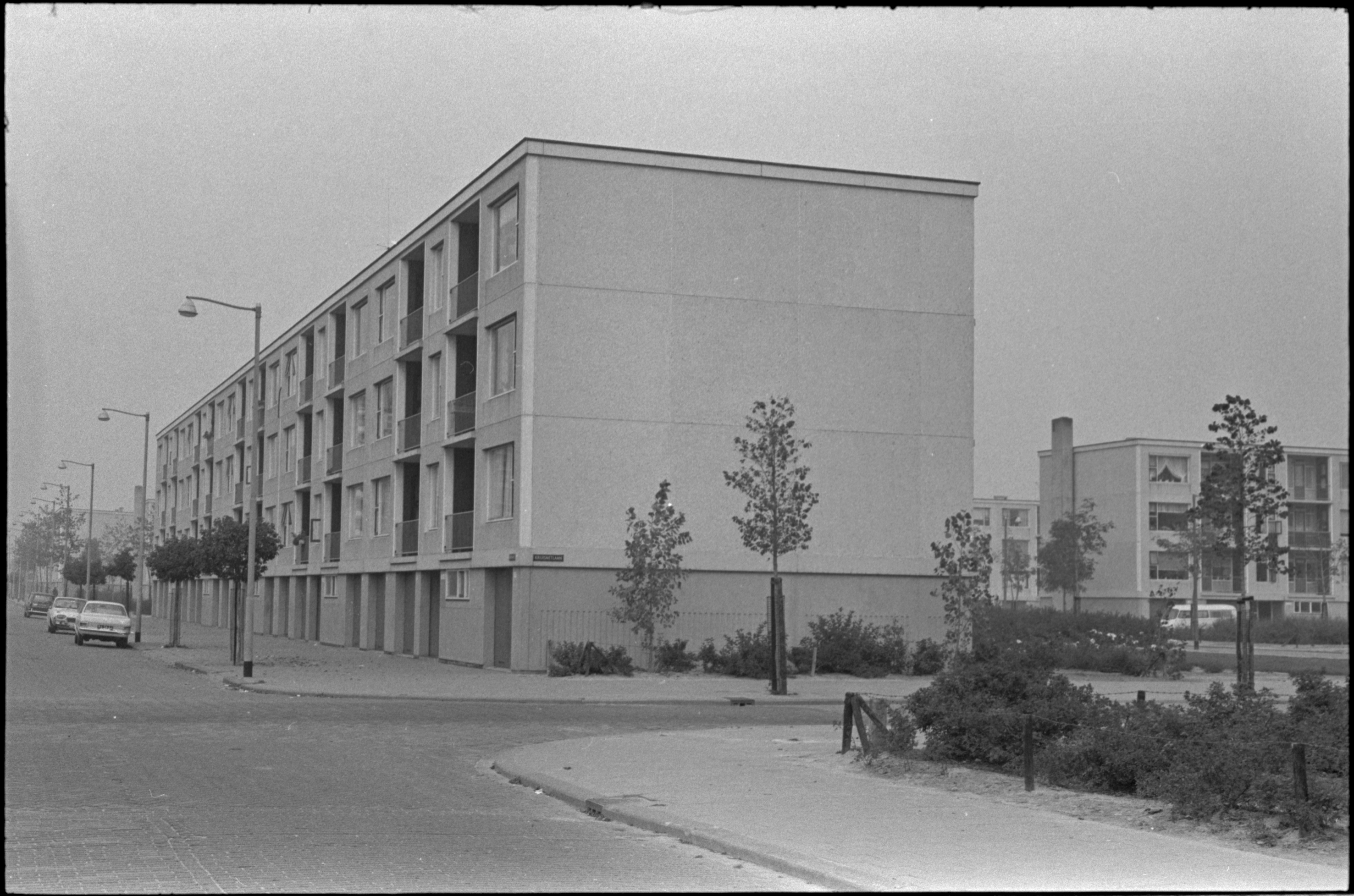
Dura-Coignet flats in Hoogvliet-Zalmplaat, 1972

Het Dura-Coignet bouwsysteem was een arbeidsbesparende systeembouwmethode waarbij op de bouwplaats zeer grote elementen werden aangeleverd, voor de bouw van volledige gebouwen. Op de bouwplaats werden deze elementen met behulp van een kraanbaan en bijbehorende speciale grote hijskraan samengevoegd tot woningen. Het speciaal hiervoor opgerichte bedrijf heette Dura-Coignet.

## Aanleiding
In de decennia direct na de Tweede Wereldoorlog was er:
- gebrek aan bouwmaterialen
- gebrek aan arbeidskrachten
- zeer hoge woningnood.

Het Dura-Coignet systeem was hiervoor een oplossing.

## Bouwsysteem
Het systeem Dura-Coignet was een in hoge mate gestandaardiseerd industrieel proces en ook de -ruime- woningplattegronden waren gestandaardiseerd. Het basismateriaal was beton, ook voor de buitengevels. Het systeem berustte erop dat men uit zes onvervormbare vlakken een stijve doos construeerde door de onderlinge verbindingen goed te zekeren. De zes vlakken waren de vloer, het plafond en de vier wanden. Alle wanden hadden de hoogte van een verdieping en de lengte van een vertrek. Zij kwamen op de bouwplaats aan compleet met de kozijnen, ramen en leidingen er in. De elementen werden met zware trailers vanaf de fabriek naar de bouwplaats vervoerd en met behulp van een grote bouwkraan op hun plaats gebracht. Daarna werden de verbindingen tussen de elementen met beton aangegoten. Metselwerk kwam in het geheel niet voor; ook andere werkzaamheden die geschoolde vaklieden vereisten, waren zeer sterk beperkt.
De blokken woningen waren aanvankelijk alleen portiek-etagewoningen met vier woonlagen zonder lift; per portiek waren er acht woningen, waarvan 4 driekamerwoningen en 4 vierkamerwoningen. Vanaf halverwege de jaren 1960 werden ook galerijflats (met liften) en eengezinswoningen gebouwd.

## Geschiedenis
Coignet was oorspronkelijk een Frans systeem; in een fabriek werden complete woonflats in prefab-onderdelen geproduceerd. Aannemer Job Dura (1904-1975) had via zijn internationale contacten gehoord over Coignet-woningen. Hij nam de Rotterdamse architect Ernest Groosman in de arm, die het idee omwerkte en aanpaste aan de Nederlandse normen en behoeften. De landelijke norm voor plafondhoogte moest worden aangepast om de prefab-delen onder viaducten en door tunnels te kunnen vervoeren. De Nederlandse naam van het systeem en bedrijf werd Dura-Coignet. Er werd een fabriek gebouwd aan de Bunschotenweg bij de Heijplaat en Eemhaven in Rotterdam, de Dura-Coignet fabriek. Najaar 1959 werd de eerste paal geslagen voor het eerste deelwerk in Rotterdam. Teneinde de continuïteit van de bouw te verzekeren, werd aan zes gemeenten in de regio Rijnmond (waaronder Rotterdam, Schiedam, Vlaardingen, Maassluis en Spijkenisse) aanvankelijk door de rijksoverheid een gezamenlijk contingent van 3000 woningen verstrekt.

## Cijfers en andere feiten
Uiteindelijk werden in Rijnmond zesduizend woningen met het Dura-Coignet systeem gebouwd. In heel Nederland werden in de periode 1959 t/m 1975 ruim 30.000 woningen met het Coignet-systeem gebouwd, niet alleen door Dura-Coignet:
- DURA Woningbouw NV (DURA-Coignet): 12.000 woningen
- Indeco-Coignet NV: 10.500 woningen
- Neduco Industriële Woningbouw: 8.000 woningen

De bouw vond vooral plaats in Noord-Brabant, Zuid-Holland en Noord-Holland.
Per soort gebouw:
- Eengezinswoningen : 14%
- Portieketagewoningen : 24%
- Galerijwoningen : 55%
- Diversen : 7%

## Sluiting fabriek en sloop woningen
De Dura-Coignet fabriek sloot in 1973. Vanaf 1989 zijn flatgebouwen van dit systeem op grote schaal gesloopt omdat ze niet meer voldeden aan de geldende woonwensen. In 2012 was de inschatting dat circa 15 procent van de woningen met dit bouwsysteem was of zou worden gesloopt, vooral de portieketagewoningen uit de jaren zestig moesten het ontgelden: waarschijnlijk werd ruim 50 procent van alle portieketagewoningen van dit systeem gesloopt en vervangen.

## Documentaires
- Alle vogels hebben nesten van Louis van Gasteren, over de Dura-Coignet fabriek (1963).
- Bouwsysteem Dura Coignet: terug naar de Fabriek (2006) https://web.archive.org/web/20210622013653/http://www.tussen-ruimte.nl/page.php?id=W-0706 en http://www.tussen-ruimte.nl/extra/duracoignet/duracoignet.html (rechtstreekse link)
- Sloop van Sterrenkwartier Hoog in volle gang : Spijkenisse 2019 / Roel van Deursen